# Hope i Faith
Hope i Faith (tytuł oryginalny Hope & Faith) – amerykański serial telewizyjny. Serial był wyświetlany przez ABC w latach 2003-2006, a w Polsce przez Fox Life i Comedy Central Family.

## Obsada

### Główna
- Hope Fairfield - Shanowski (Faith Ford) to "matka-Polka" rodziny Shanowski. Poukładana racjonalistka, żona Charliego i matka jego trójki dzieci. Uwielbia pracować w ogrodzie, piec i ma swój biznes kateringowy.
- Faith Fairfield (Kelly Ripa) to siostra Hope i zdobywczyni Emmy.
- Charlie Shanowski (Ted McGinley) to mąż Hope. Nie przepada za swą szwagierką i zawsze stara się by opuściła jego dom. Jest ortodontą, lubi sport i jest fanem Gary'ego Guchareza, baseballisty i byłego chłopaka Faith.
- Sydney Shanowski (Nicole Paggi, 2003–2004; Megan Fox, 2004–2006) to starsza córka Hope i Charliego, uwielbiająca swoją ciotkę Faith.
- Hayley Shanowski (Macey Cruthird) to młodsza córka Hope i Charliego, aktywistka na temat ochrony przyrody i bardzo mądra dziewczynka.
- Justin Shanowski (Jansen Panettiere, tylko w pierwszym odcinku; Paulie Litt) to jedyny syn Charliego i Hope.

### Gościnna
- Jack Fairfield (Robert Wagner), to wdowiec oraz ojciec Hope i Faith.
- Jay (Johnny Galecki) to nieślubny syn Jacka oraz przyrodni brat Hope i Faith.
- Gary "The Gooch" Gucharez (Mark Consuelos) to były zawodnik baseballu i były mąż a aktualny chłopak Faith.
- Mandi Ragner (Jenny McCarthy) to najlepsza przyjaciółka Faith od czasów szkolnych.
- Handsome Hal Halverson (Regis Philbin) to odnoszący sukcesy sprzedawca aut, naśmiewający się z ludzi występujących w jego reklamach.
- Nancy Lombard (Susan Sullivan) to terapeutka Faith.
- Brooke Spencer (Rebecca Budig) to aktorka, która zastąpiła Faith w telenoweli "The Sacred and the Sinful".
- Joyce Shanowski (Dixie Carter) to matka Charliego.
- Edward Lincoln Shanowski (Hal Holbrook) to ojciec Charliego i mąż Joyce.

## Spis odcinków
| N/o            | Polski tytuł                 | Angielski tytuł                |
| -------------- | ---------------------------- | ------------------------------ |
| SERIA PIERWSZA |                              |                                |
| 1              | Zamieszanie                  | Pilot                          |
| 2              | Pamięć pierścieni            | Remembrance Of Rings Past      |
| 3              | Absolwent                    | The Un-Graduate                |
| 4              | Doraźne orzeczenie           | Summary Judgment               |
| 5              | Klub książki                 | About A Book Club              |
| 6              | Nieufna Hope                 | Hope Has No Faith              |
| 7              | Reklama samochodu            | Car Commercial                 |
| 8              | Hope i Faith mają Randy'ego  | Hope And Faith Get Randy       |
| 9              | Telefon do domu na święta    | Phone Home For The Holidays    |
| 10             | Opanować złość               | Anger Management               |
| 11             | Cicha noc premiery           | Silent Night, Opening Night    |
| 12             | Ślub                         | The Wedding                    |
| 13             | Pani Prezydent               | Madam President                |
| 14             | Historia jednego gościa      | The Diner Show                 |
| 15             | Swatka                       | Mismatch                       |
| 16             | Baseball Charleya            | Charley's Baseball             |
| 17             | Prawie jak w raju            | Almost Paradise                |
| 18             | Ława przysięgłych            | Jury Duty                      |
| 19             | Pokojówka Faith              | Faith's Maid                   |
| 20             | Nowa praca                   | Hope Gets A Job                |
| 21             | Mąż Faith                    | Faith's Husband                |
| 22             | Powrót Jacka                 | Jack's Back                    |
| 23             | Hostessa                     | Trade Show                     |
| 24             | Rozdanie nagród (1)          | Daytime Emmys: Part 1          |
| 25             | Rozdanie nagród (2)          | Daytime Emmys: Part 2          |
| SERIA DRUGA    |                              |                                |
| 26             | Ucieczka                     | Escape From Albuquerque        |
| 27             | Deptak rodzinny              | Mall In The Family             |
| 28             | Reputacja Hope               | Queer As Hope                  |
| 29             | Recepcjonistka               | Hold The Phone                 |
| 30             | Halloween                    | Faith Scare-Field              |
| 31             | Rodzinne atrakcje            | Natal Attraction               |
| 32             | Mandi                        | Stand By Your Mandi            |
| 33             | Mama dla lalki               | The Dolly Mama                 |
| 34             | Justin                       | Just-In Time                   |
| 35             | Wspomnienie                  | 9021-Uh-Oh                     |
| 36             | Dziewictwo                   | Do I Look Frat In This ?       |
| 37             | Święty Mikołaj               | Aru-Bah Humbug                 |
| 38             | Nowy sąsiad                  | The Gooch                      |
| 39             | Jeszcze jedna reklama        | Another Car Commercial         |
| 40             | Carmen                       | Carmen Get It                  |
| 41             | Catering                     | Catering-A-Ding-Ding           |
| 42             | Siostrzyczko, gdzie jesteś ? | O' Sister, Where Art Thou ?    |
| 43             | Pokaz mody                   | Hope Couture                   |
| 44             | Zamiana żon (1)              | Wife Swap: Part 1              |
| 45             | Zamiana żon (2)              | Wife Swap: Part 2              |
| 46             | Lunch szkolny                | 21 Lunch Street                |
| 47             | Własny kąt                   | A Room Of One's Own            |
| 48             | Tajemniczy romans            | Faith Affair-Field             |
| 49             | Pogodynka                    | Weather Or Not                 |
| 50             | Adoratorzy Faith             | Of Rice And Anchor Men         |
| 51             | Trudny wybór                 | Season Finale                  |
| SERIA TRZECIA  |                              |                                |
| 52             | Małżeństwo (1)               | The Marriage: Part 1           |
| 53             | Małżeństwo (2)               | The Marriage: Part 2           |
| 54             | Faith Fairfield: 1980-2005   | Faith Fairfield: 1980-2005     |
| 55             | Telefon                      | The Phone Call                 |
| 56             | Miłóść i zęby                | Love & Teeth                   |
| 57             | Randka w Halloween           | The Halloween Party            |
| 58             | Prezent urodzinowy           | Charley's Shirt                |
| 59             | Terapia Faith                | Faith's Therapy                |
| 60             | Więzy krwi                   | Blood Is Thicker Than Daughter |
| 61             | Hope na rozdrożu             | Hope In The Middle             |
| 62             | Świąteczny prezent           | Christmas Time                 |
| 63             | Seks, kłamstwa i Faith       | Sex, Lies And Faith            |
| 64             | Filozofia Zen                | Now And Zen                    |
| 65             | Bezdomny przystojniak        | Homeless Hal                   |
| 66             | Przyjęcie rodzinne           | Meet The Parent                |
| 67             | Sesja zdjęciowa              | Charley Shoots Faith           |
| 68             | Turniej kręglowy             | The Big Shanowski              |
| 69             | Restauracja                  | The Restaurant                 |
| 70             | Randka Jaya                  | Jay Date                       |
| 71             | Dom emerytów                 | Old Faithful                   |
| 72             | Na squacie                   | Faith Knows Squat              |
| 73             | Powrót do przeszłości        | Hope's Float                   |